# Juliusz Synowiec
Juliusz Stanisław Synowiec (ur. 22 października 1934 w Dąbrówce, zm. 17 kwietnia 2007 w Krakowie) – polski katolicki prezbiter, franciszkanin (OFMConv), biblista.

## Życiorys
Studiował m.in. w Papieskim Instytucie Biblijnym w Rzymie. Autor licznych prac z zakresu Starego Testamentu, wykładowca Pisma Świętego w Wyższym Seminarium Duchownym Franciszkanów w Krakowie, w Studium Filozoficzno-Teologicznym Dominikanów w Krakowie, na Akademii Teologii Katolickiej w Warszawie i na Wydziale Teologicznym św. Bonawentury Seraphicum w Rzymie. 
W latach 1968–1969 oraz 1971–1972 był rektorem WSD Franciszkanów w Krakowie, a w latach 1980–1983 prowincjałem prowincji krakowskiej OO. Franciszkanów.
Pochowany na cmentarzu Salwatorskim w Krakowie.

## Wybrane publikacje
- Na początku. Wybrane zagadnienia Pięcioksięgu (1987)[3]
- Izrael opowiada swoje dzieje. Wprowadzenie do Ksiąg: Powtórzonego Prawa, Jozuego, Sędziów, Samuela i Królewskich (2014)[2]